# Русский памятник (Лихтенштейн)
Русский памятник — небольшой памятный знак в селе Хинтер-Шелленберг у границы Лихтенштейна и Австрии. Памятник был построен на средства жителей общины Шелленберг и открыт 3 мая 1980 года в присутствии генерал-майора Хольмстона-Смысловского.
Монумент расположен около таверны Wirtschaft Zum Löwen и в 100 метрах от границы с Австрией. В деревню Хинтершелленберг ежедневно из Вадуца ходит автобус № 50. Отмечен на карте туристических услуг Лихтенштейна, распространяемой в Вадуце.

## Надписи
Камень содержит следующий текст:

Здесь, в Хинтершелленберге, в ночь со 2 на 3 мая 1945 года в поисках убежища пересекли границу между Великим Германским рейхом и Лихтенштейном остатки 1-й Русской национальной армии германского вермахта под началом генерал-майора А. Хольмстона-Смысловского в количестве около 500 человек с полным вооружением. Первые переговоры состоялись в трактире «Wirtschaft Zum Löwen», приведшие к предоставлению убежища в Княжестве Лихтенштейн. Тем самым Лихтенштейн стал единственным государством, противостоявшим советским требованиям об экстрадиции. Спустя два с половиной года русским была предоставлена возможность выезда в страны по собственному выбору.
Оригинальный текст (нем.)HIER IN HINTERSCHELLENBERG ÜBERSCHRITTEN IN DER NACHT VOM 2. AUF DEN 3. MAI 1945 DIE ASYLSUCHENDEN RESTE DER «1. RUSSISCHEN NATIONALARMEE DER DEUTSCHEN WEHRMACHT» UNTER IHREM GENERALMAJOR A. HOLMSTON SMYSLOWSKY — ETWA 500 PERSONEN — IN VOLLER AUSRÜSTUNG DIE GROSSDEUTSCHE REICHSGRENZE NACH LIECHTENSTEIN. IN DER «WIRTSCHAFT ZUM LÖWEN» FANDEN DIE ERSTEN VERHANDLUNGEN STATT. DIE ZUR ASYLGEWÄHRUNG DURCH DAS FÜRSTENTUM LIECHTENSTEIN FÜHRTEN. ALS EINZIGER STAAT WIDERSETZTE SICH LIECHTENSTEIN DAMIT DEN SOWJETISCHEN AUSLIEFERUNGSFORDERUNGEN NACH ZWEIEINHALB JAHREN WURDE DEN RUSSEN DIE AUSREISE IN EIN LAND IHRER WAHL ERMÖGLICHT